# Emirado de Necor
O Emirado ou Reino de Necor (em berbere: Tagldit n Nkor) foi um estado islâmico que existiu no norte de Marrocos, na baía de Al Hoceima entre 710 e 1019. Foi o primeiro principado muçulmano no noroeste de África.
O emirado foi fundado por al-Himiari Almançor ibne Sal, um líder árabe de origem iemenita, a quem o califa omíada autorizou a formação do emirado como contrapartida da conversão ao Islão das tribos berberes locais. Almançor ibne Sale estabeleceu a sua capital em Temsamane.
Pouco depois do estabelecimento do emirado, os berberes cansaram-se das restrições religiosas e expulsaram ibne Sale. Poucos anos depois, uma força militar islâmica ganhou destaque e fez os berberes mudarem de ideias, permitindo o regresso de Sali, que fundou a dinastia saleida (Banu Sali), que governaria a região até 1019.
Ainda no século VIII, a capital foi transferida para Necor cujas ruínas se encontram frente ao ilhote de Alhucemas.
No ano 859, uma frota de 62 pequenos navios viquingues atacou Necor e aí derrotou uma força muçulmana que estava a interferir com os saques viquingues na região. Depois de permanecerem oito dias no Rife, os viquingues prosseguiram o seu curso pelo Mediterrâneo arrasando as costas espanholas
Necor foi definitivamente destruída em 1180 pelo emir almorávida Iúçufe ibne Taxufine. O porto de Necor, Mesesma, atualmente também em ruínas foi uma cidade importante durante o período almóada.